# Бріттані Бробен
Бріттані Бробен  (англ. Brittany Broben, 23 листопада 1995) — австралійська стрибунка у воду, олімпійська медалістка.

## Виступи на Олімпіадах
| Олімпіада   | Дисципліна | Місце |
| ----------- | ---------- | ----- |
| Лондон 2012 | вишка      | 2     |